# HMS Prince of Wales (1902)
Pour les autres navires du même nom, voir HMS Prince of Wales.
Le HMS Prince of Wales un cuirassé pré-Dreadnought de classe London de la Royal Navy.

## Histoire
Le navire est lancé par la princesse de Galles (plus tard la reine Mary) le 25 mars 1902, en présence du prince de Galles (plus tard le roi George V). Une fois terminé en mars 1904, le HMS Prince of Wales entre immédiatement en réserve au chantier naval de Chatham. Le navire est mis en service le 18 mai pour servir dans la Mediterranean Fleet. Pendant qu'il est en Méditerranée, il entre en collision avec le navire marchand SS Enidwen au large d'Oran le 29 juillet 1905, l'ancre de l’Enidwen est poussée à travers son bordé de pont principal. Le 16 avril 1906, le Prince of Wales a une explosion dans la salle des machines, trois hommes sont tués et quatre blessés. Le 28 mai, il termine sa première tournée méditerranéenne et est au chantier naval de Portsmouth de juin à novembre. Le 8 septembre, le navire est de nouveau mis en service au sein de la Mediterranean Fleet. Il devient le navire amiral du commandant en second de la flotte en août 1907 et subit une autre remise en état à Malte en 1908.
Le Prince of Wales est transféré dans l'Atlantic Fleet en tant que navire amiral du commandant de la flotte en février 1909 et est endommagé par une explosion dans l'un de ses cales le 2 juillet. En décembre 1910, le contre-amiral John Jellicoe hisse son drapeau. Le navire subit un carénage à Gibraltar de février à mai 1911 avant d'être transféré dans la Home Fleet le 13 mai 1912. Le Prince of Wales est d'abord le vaisseau amiral de la 3e escadre de bataille (en) de la First Fleet puis un navire privé de l'escadre le 13 mai. Le navire devient plus tard le navire amiral du commandant en second de la Second Fleet, à Portsmouth et fait partie de la 5e escadre de bataille. Le 2 juin 1913, il est accidentellement percuté par le sous-marin HMS C32 alors qu'il participe à des exercices, mais ne subit aucun dommage. Le 18 mai 1914, le Prince of Wales relève son sister-ship, le Queen, en tant que navire amiral de la 5e escadre.
Après que la Première Guerre mondiale éclate en août 1914, l'escadre est affectée à la Channel Fleet nouvellement reconstituée le 7 novembre et basée à Portland, le navire patrouille la Manche. Le Prince of Wales est le vaisseau amiral du contre-amiral Bernard Currey. La première tâche de l'escadre est de protéger le transfert du Corps expéditionnaire britannique de la Manche vers la France. Il patrouille l'extrémité orientale de la Manche tandis que les 7e et 8e escadres de bataille couvrent l'entrée à l'ouest. Les Allemands ne font aucun effort significatif pour interférer avec le trafic dans la Manche, l'escadre est autorisée à retourner à Portland après que la majeure partie du Corps a traversé le 23 août. Plusieurs jours plus tard, l'escadre transporte le bataillon de marine de Portsmouth à Ostende. Le 14 novembre, l'escadre est transférée à Sheerness pour se prémunir contre une éventuelle invasion allemande du Royaume-Uni, mais il revient à Portland le 30 décembre 1914.
Le 19 mars 1915, le Prince of Wales reçoit l'ordre de se rendre aux Dardanelles pour participer à la campagne des Dardanelles. Il quitte Portland le 20 mars 1915 et est affecté à la 5e escadre britannique de la flotte alliée au large des Dardanelles, où il arrive le 29 mars. Le Prince of Wales soutient le débarquement de la 3e brigade de l'Australian Army à Kabatepe et la baie ANZAC le 25 avril. Son séjour aux Dardanelles doit être court, car la convention navale anglo-française-italienne du 10 mai exige que les Britanniques fournissent une escadre de quatre cuirassés pour renforcer la marine italienne contre la marine austro-hongroise après que l'Italie a déclaré la guerre à l'Autriche-Hongrie. L'amiral Paolo Thaon di Revel, chef d'état-major de la marine italienne, pense que la menace des sous-marins austro-hongrois et des mines navales dans les eaux étroites de la mer Adriatique est trop grave pour qu'il utilise la flotte de manière active. Il garde ses cuirassés les plus modernes, plus les britanniques, à Tarente pour bloquer les Austro-Hongrois dans la mer Adriatique.
Le 22 mai, le Prince of Wales, avec les cuirassés Implacable, London, et Queen, est transféré dans l'Adriatique pour former la 2e escadre détachée et le Prince of Wales arrive à sa nouvelle base le 27 mai. Le navire devient le navire amiral de l'escadre en mars 1916. Ses fonctions de navire amiral finissent en juin 1916, lorsqu'il part à Gibraltar pour un carénage puis retourne dans l'Adriatique.
En février 1917, le Prince of Wales reçoit l'ordre de retourner au Royaume-Uni. Lors de son voyage de retour, il fait escale à Gibraltar du 28 février 1917 au 10 mars 1917 et arrive à Devonport en mars. Il est mis en réserve à l'arrivée et sert de navire d'hébergement. Le Prince of Wales est placé sur la liste d'élimination le 10 novembre 1919 et est vendu à la ferraille à Thos W Ward le 12 avril 1920. Le navire arrive à Milford Haven, au Pays de Galles, pour être démoli en juin 1920.